# Куканское сельское поселение
Кука́нское се́льское поселе́ние — муниципальное образование в Хабаровском районе Хабаровского края Российской Федерации. Образовано в 2004 году. 
Административный центр — посёлок сельского типа Кукан.

## Население
| 2010  | 2011  | 2012  | 2013  | 2014  | 2015  | 2016  |
| ----- | ----- | ----- | ----- | ----- | ----- | ----- |
| 1061  | ↗1065 | ↘1059 | ↘1057 | ↘1046 | ↘1038 | ↘1010 |
| 2017  | 2018  | 2019  | 2020  | 2021  |       |       |
| ↘1000 | ↘972  | ↘951  | ↘932  | ↘795  |       |       |

## Населённые пункты
В состав поселения входят 2 населённых пункта:
| № | Населённый пункт | Тип     | Население |
| - | ---------------- | ------- | --------- |
| 1 | Догордон         | посёлок | ↘57       |
| 2 | Кукан            | посёлок | ↘738      |